# Canton de Cannes-Centre
Le canton de Cannes-Centre est une ancienne division administrative française, située dans le département des Alpes-Maritimes et la région Provence-Alpes-Côte d'Azur.

## Composition
Le canton de Cannes-Centre se composait d’une fraction de la commune de Cannes. Il comptait 28 817 habitants (population municipale) au 1er janvier 2012.
| Nom                | Code Insee | Intercommunalité         | Population (dernière pop. légale)               |
| ------------------ | ---------- | ------------------------ | ----------------------------------------------- |
| Cannes (chef-lieu) | 06029      | CA Cannes Pays de Lérins | Fraction : 28 817(2012) Commune : 73 744 (2014) |

## Histoire
Canton créé en 1985 (décret du 31 janvier 1985), division du canton de Cannes-Ouest, qui disparait, et du canton de Cannes-Est, qui demeure.

## Représentation
| Période                                                                     | Identité         | Parti       | Qualité |
| --------------------------------------------------------------------------- | ---------------- | ----------- | --- |
| Jacques Dozol fut le premier Conseiller Général du Canton de Cannes-Centre. |                  |             | |
| 1985-1994                                                                   | Jacques Dozol    | RPR         | Agent du Trésor public Ancien conseiller municipal du Bar-sur-Loup Adjoint au maire de Cannes Elu en 1994 dans le Canton de Cannes-Est |
| 1994-2001                                                                   | Albert Lopez     | UDF-PR      | Agent immobilier, adjoint au Maire de Cannes                                                                                           |
| 2001-2015                                                                   | Philippe Tabarot | DL puis DVD | Vice-Président du Conseil Général Conseiller municipal de Cannes                                                                       |

## Démographie
| 1990   | 1999   | 2006   | 2011   | 2012   |
| ------ | ------ | ------ | ------ | ------ |
| 19 449 | 18 574 | 27 587 | 29 260 | 28 817 |